# 學生事務
學生事務（英語：student affairs, student support, student service，簡稱學務）為各國高等教育機構中專司學生服務與支持的部門或處室，以促進學生成長與發展。在該領域工作的人，常稱做學務工作者或學務專業人士。學務工作者可為高等教育機構的學生提供服務與支持。
學務部門或處室的規模與組織會因機構的位置、型態、種類等而有所不同。學務長官的頭銜也因此變化很大；在美國，傳統上將該職位稱做「學務長」（dean of students），用來區別大學學院院長或獨立學校的首長。今日在部分教育機構，學務部門由副校長領導，以方便該機構校長或首長直接掌控。其他部分機構的學務首長則由教務長或學院院長領導。

## 學生事務的歷史
早期高等教育機構就已存在處理學生事務的部分管道，但直到19世紀的英格蘭裔美國人，學生事務才成為一個獨立專業領域。起初學生事務由「女生訓導長」與「男生訓導長」主理，具有鮮明的性別立場。後來學務領域在1950年代，開始大幅度擴展到歐陸地區，但其最高峰則落在1990年代的博洛尼亞進程，滿足國際學生的大量需求。其他國家（如烏拉圭）的學務領域仍舊不成熟，直到國際學生需求增加才開始出現專業學務活動。  

### 南非
在南非，學生事務直到1994年南非種族隔離結束後，才成為一門單一專業領域。如同其他撒哈拉以南非洲地區國家，南非各大學大幅跟隨美國學生事務管理的模式。由於南非被訂為開發中國家，因此於開發中國家在學生事務原則實務上的困難，會以南非的案例作為典範。

### 英國
英國的學生事務起源於牛劍模式與英格蘭裔美國人「學校為代位父母」的觀念，賦予大學管理學生生活的義務。然而，1992年以前的英國專業學務管理機構開始在新大學設立，之後學務部門成為所有英國大學的特色機構。

### 美國

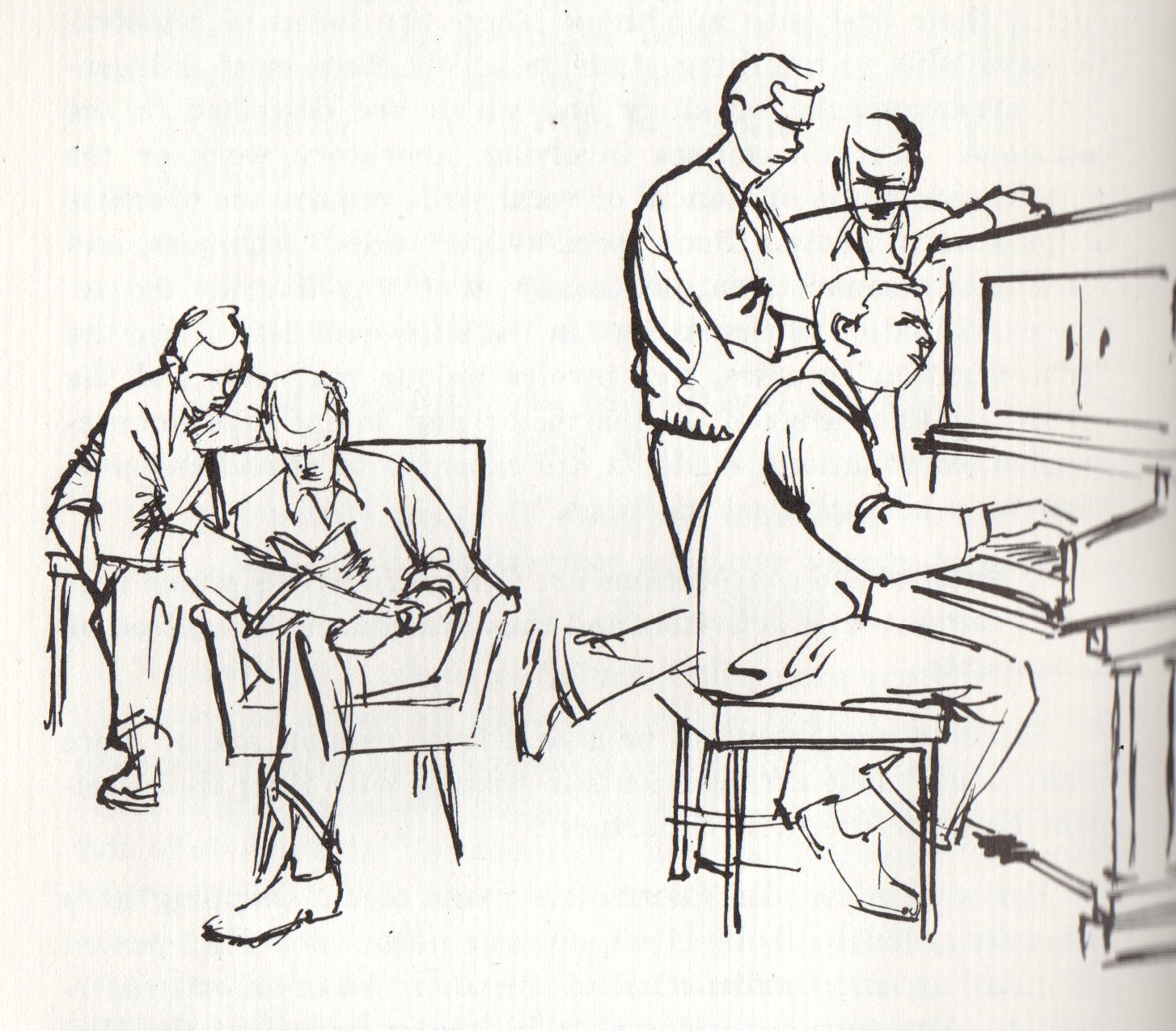
1960年，夏默學院手冊中學生生活的理想描繪。

美國的學生事務專業是「從校園往上發展，而非從理論往下延伸。」早期美國的高等教育機構是以牛劍教育模型為基礎；因此，大部分早期學務機構就是宿舍，助教住在學生宿舍區中。這些助教被認為是美國學生事務專業的先驅者；通常，他們的角色為訓導長與代位父母。早期學務工作者著重於控制學生，不同於現代著重於學生的整體發展，但兩者在學生福利與救助方面皆樂於承擔。
19世紀末至20世紀初，隨著贈地大學成長、招生人數增加、出現女性學生等，職業主義思想開始影響學界，學術機構首長被視為「道德表率之首。」這些顯著改變，使得首長需要增加職員去處理財政與教職員招聘等議題。
首次出現的學務專業人士，為女生訓導長、男生訓導長與個人事務諮商師。許多早期訓導長皆定位為「教導博雅教育的角色。」考利（Cowley，1937年）認為第一位男生訓導長為1890年哈佛大學的萊伯龍·拉塞爾·布里格斯；第一位女生訓導長為1869年歐柏林學院的阿德麗亞·約翰斯頓（Adelia Johnston），由原先的女校長改名為女生訓導長。1892年，芝加哥大學的愛麗絲·弗里曼·帕爾默成為第一位一開始擁有女生訓導長職稱的學務專業人士。

### 書籍
- Barr, M. J.; Desler, M. K. . San Francisco: Jossey-Bass. 2000  [2015-06-11]. （原始内容存档于2016-04-20）.
- Basinger, J. (2003). More Power for Provosts. The Chronicle of Higher Education.
- Ludeman, Roger B.;  et al.  (PDF). UNESCO. 2009  [2015-06-11]. （原始内容存档 (PDF)于2015-05-01）.
- MacKinnon, Fiona J. D. . 2004. ISBN 0398074682.
- NASPA Standards of Professional Practice. NASPA. Retrieved on 2010-10-4.
- Schuh, John H.; Jones, Susan R.; Harper, Shaun R. . 2010. ISBN 0470872152.

### 引用

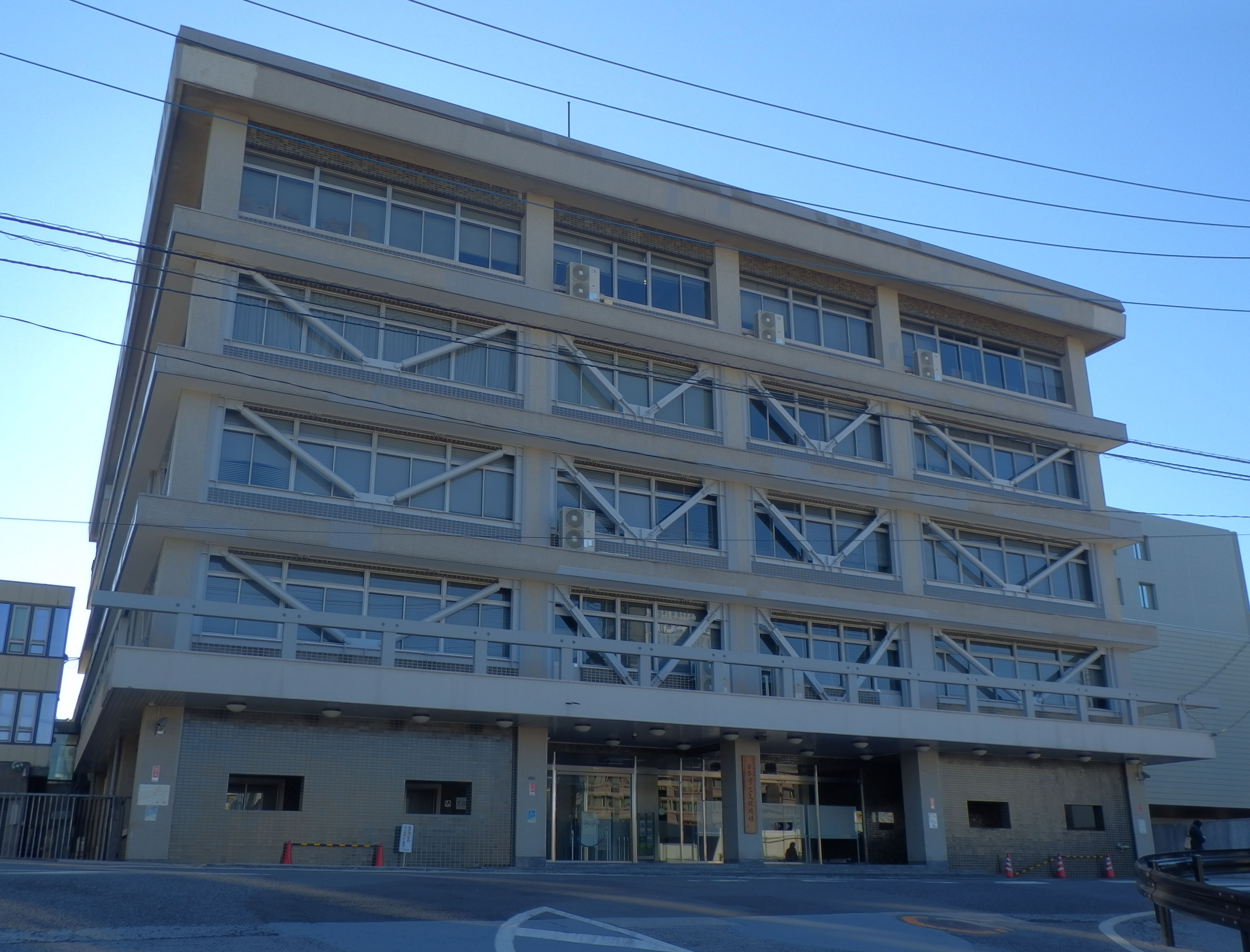
位於東京的日本學生服務組織總部。

1. 1 2  . NASPA Career in student affairs.   [22 March 2012]. （原始内容存档于2012年3月21日）.
2. ↑  Deardorff, Darla K.; de Wit, Hans; Heyl, John D. . 2012: 237  [2015-06-11]. ISBN 9781412999212. （原始内容存档于2016-04-16）.
3. ↑  Schreiber 2014，第13頁.
4. ↑  Deardorff 2012，第237-238頁.
5. ↑  Ludeman 2009，第297頁.
6. ↑  Speckman, McGlory; Mandew, Martin (编). . . 2014: 1. ISBN 1920677445.
7. ↑  Schreiber, Birgit. . Speckman et al.  (编). . 2014. ISBN 1920677445.
8. ↑  Schreiber 2014，第11頁.
9. ↑  Deardorff 2010，第237頁.
10. ↑  Ludeman 2009，第288頁.
11. 1 2  Cowley，第4頁.
12. ↑  Cowley，第6頁.
13. ↑  Cowley，第8頁.
14. ↑  .   [2010-10-07]. （原始内容存档于2011-09-09）.

## 外部連結
- International Association of Student Affairs and Services（页面存档备份，存于）
- European Council for Student Affairs（页面存档备份，存于）
- Student Affairs Administrators in Higher Education（页面存档备份，存于）